# Stan Rogers
Stanley Allison „Stan“ Rogers (* 29. November 1949 in Hamilton, Ontario; † 2. Juni 1983 in Hebron, Kentucky) war ein kanadischer Folk-Music-Sänger und Songwriter.
Rogers war bekannt für seine Baritonstimme und die traditionell klingenden, durch die kanadische Geschichte inspirierten Songs. Besonders das tägliche Leben der einfachen Leute war fester Bestandteil seiner Lieder. Das harte Leben und Arbeiten von Fischern und Farmern in Kanada sind wiederkehrende Motive seines Schaffens. Sein Einfluss auf die kanadische Folk Music ist bis heute präsent.

## Leben und Schaffen
Rogers wurde in Hamilton in der kanadischen Provinz Ontario als ältester Sohn von Nathan Allison „Al“ und Valerie Rogers Bushell geboren. Er wuchs in Woddburn auf. Viele Sommer verbrachte er im Guysborough County in der Provinz Nova Scotia bei Familienangehörigen, besonders in der Heimatstadt seiner Mutter, Canso. Dort machte er früh Bekanntschaft mit der maritimen Umgebung und deren Bewohnern. Dieser Einfluss wirkte sich tief auf seine weitere musikalische Entwicklung aus. Er bekam im Alter von fünf Jahren seine erste von seinem Onkel gebaute Gitarre, da er schon früh musikalisches Talent zeigte. Auf Familienfesten wurden von seiner Familie oft und gerne Lieder der Country und Western Music gesungen, deren Einfluss auf Stan nachhaltig waren. Die Kindheit hindurch übte er mit seinem Bruder Garnet Rogers.
Er besuchte die Saltfleet High School in Stoney Creek, wo er andere junge Menschen mit Interesse an Folk Music kennen lernte. Er war aber auch in kleinen Bands wie „Stanley and the Living Stones“ und „The Hobbits“ im Genre des Rock and Roll aktiv.
1963 hatte er seinen ersten öffentlichen Auftritt im Ebony Knight- Kaffeehaus in Hamilton mit Liedern von Jimmie Rodgers, bei dem er fünf Dollar einnahm.
Während seiner Lebenszeit blieb ihm breite Popularität versagt, ein großer Teil seines Werkes erschien erst posthum auf Tonträger.
Rogers starb während einer Reise von Dallas nach Toronto am 2. Juni 1983 mit 22 anderen Passagieren an Bord von  Flug 797 der Air Canada. Wahrscheinliche Todesursache war eine Rauchvergiftung. Seine Asche wurde im Atlantik vor der Küste Nova Scotias verstreut.
Das kanadische Musikfestival Stan Rogers Folk Festival trägt seinen Namen.

## Diskografie
- Fogarty’s Cove (1976)
- Turnaround (1978)
- Between the Breaks … Live! (1979)
- Northwest Passage (1981)
- For the Family (1983, on Folk Tradition, posthum. In liner notes, brother Garnet Rogers mentions „We lost Stan last week…“)
- From Fresh Water (1984, posthum)
- Home in Halifax (1993, posthum)
- Poetic Justice (1996, posthum)
- From Coffee House to Concert Hall (1999, posthum)
- The Very Best of Stan Rogers (2011)